# جواد السايح
جواد السايح ممثل وفنان كوميدي مغربي من مواليد الدار البيضاء في 6 نوفمبر 1966.

## مسيرته
هو فنان من الفنانين الكوميديين المغاربة الذين ساهموا بكل ما لهم من طاقات إبداعية في إغناء المشهد الكوميدي المغربي، جواد الذي كانت بداية تكوينه و اكتشاف موهبته الإبداعية في دار الشباب بالحي المحمدي بالدار البيضاء والذي راكم تجارب عديدة من العمل الكوميدي في المسرح والتلفزيون.

## أعماله ومشاركاته
شارك جواد السايح في الكثير من الأعمال الفنية بما فيها الأفلام والمسلسلات التالية:
- علال القلدة 2003
- الحلم المغربي (فيلم) 2009
- المستضعفون 2006 (مسلسل)
- ناس الحومة (مسلسل)
- ماشي لخاطري (مسلسل)
- حديدان الجزء1 (مسلسل)
- الفروج (مسلسل)
- الفروج (فيلم)
- زايد ناقص (سيت كوم) 2001
- سلسلة مداولة

كما شارك كضيف في البرامج التالية:
- رشيد شو (ضيف)
- كي كنتي وكي وليتي (ضيف)
- مشيتي فيها (ضيف)
- واقلة هو (ضيف)
- جار ومجرور (ضيف)
- الحياة سينما (ضيف)
- الكاميرا دارتها بيا (ضيف)
- واش عرفتوني (ضيف)
- الواجهة (ضيف)
- شوف طفي (ضيف)
- في قفص الإتهام (ضيف)
- الشطاح (فيلم)